# Catedral de Viseo
La catedral de Viseo, está localizada en la ciudad de Viseo, Portugal. Comenzó a tomar forma en el siglo XII, en pleno reinado del rey Afonso Henriques, impulsada por el obispo Odório. Se inició entonces la construcción de una catedral de estilo románico. Aunque es muy poco lo que queda de esta edificación, algunos autores clasifican a un capitel con tallas de vegetales, que puede fecharse de finales del siglo XII, y un portal lateral (sur) del siglo siguiente —que da acceso al claustro de hoy— como únicos elementos provenientes del edificio original. Pertenece a la diócesis de Viseu.

## Historia
El lugar donde fue ubicada la catedral de Viseu, en la Edad Media, fue objeto de excavaciones dirigidas por João Luis da Inês Vaz, cerca del palacio episcopal, que revelaron un antiguo templo, al parecer con ábsides triples, que pueden fecharse en la época sueva visigoda. En el proceso de la Reconquista, existieron en este lugar dos edificios episcopales, destacándose la del siglo X, cuando fue Viseu considerada la capital del vasto territorio entre el río Mondego y el río Duero.
Durante el reinado de Dionisio I de Portugal, la ciudad alcanzó una época dorada, que dio lugar a una profunda renovación del edificio, incluso en el siglo XIII, bajo la mandato del obispo Egas. Sin embargo, la crisis de 1383-1385 fue desastrosa para las obras. Luego, bajo el mandato del nuevo obispo Juan Vicente, las obras durarían por muchos años.

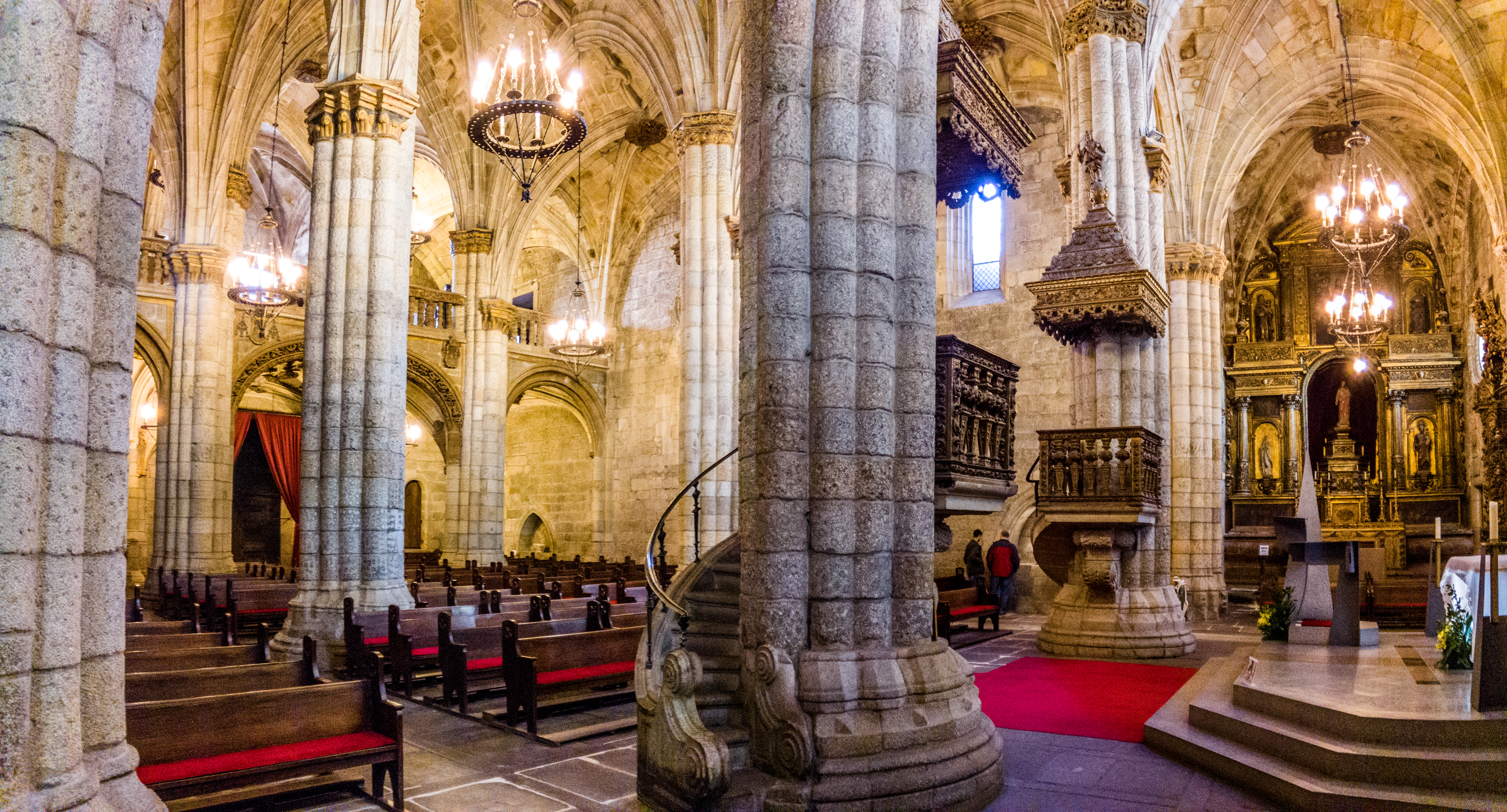
Interior de la catedral.

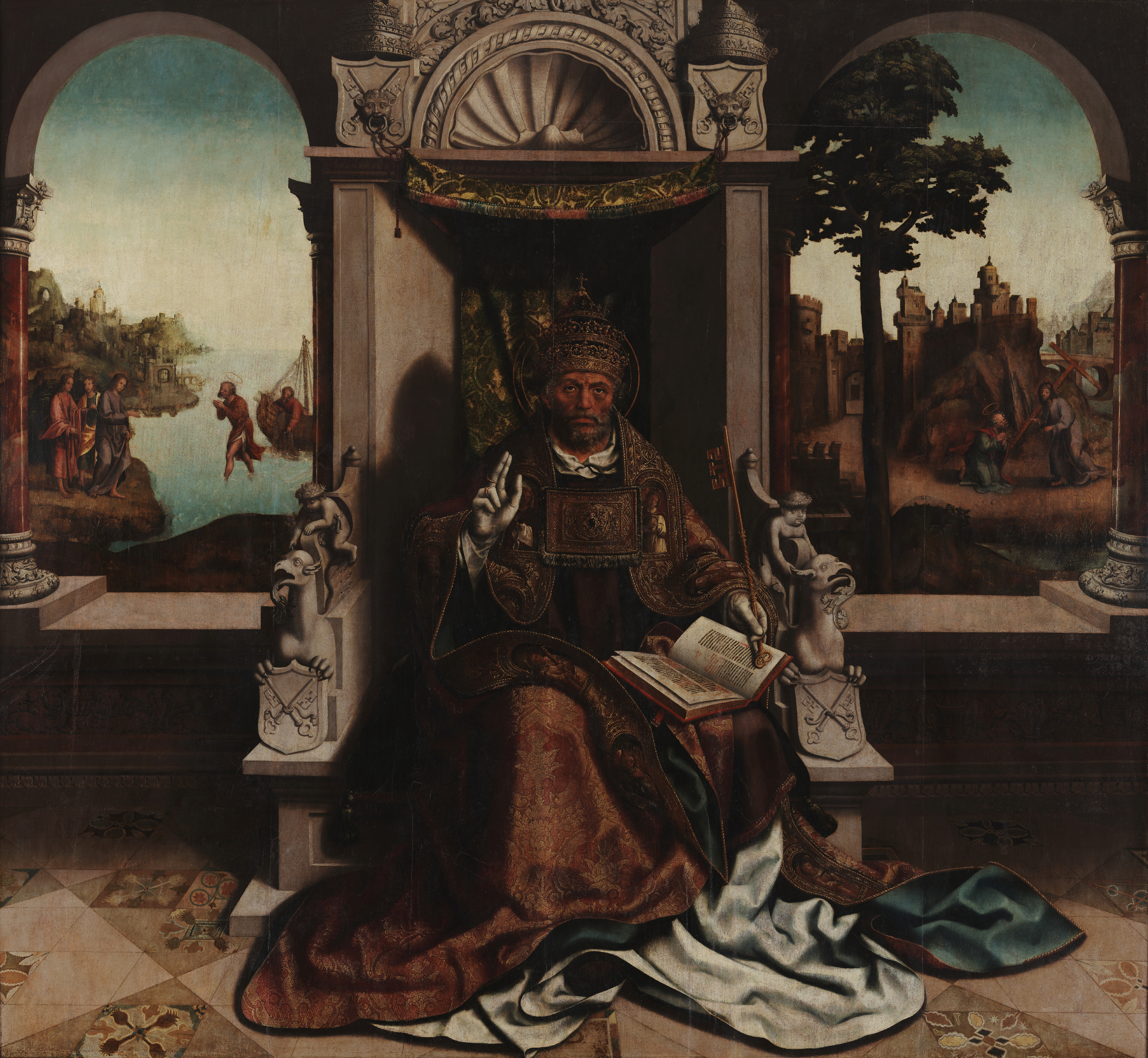
Detalle del San Pedro pintado por Vasco Fernandes para la catedral de Viseu, actualmente en el Museu Grão Vasco de Viseu.

Durante el manuelino, a la catedral se le hicieron operaciones de gran calidad estética, como las típicas bóvedas de las naves. Esta campaña fue obra del obispo Diogo Ortiz de Villegas y duró sólo una década, bajo la supervisión del arquitecto Juan de Castillo.
También la acción de Miguel da Silva, protector de la famosa Grao Vasco y el introductor del Renacimiento en Portugal, sería crucial: gracias a este prelado se realizó el claustro renacentista.
Ya en plena Edad Moderna, se produjo unas nuevas obras en la catedral, que se completaron rápidamente. En 1635 una de las torres medievales se derrumbó, arrastrando el portal manuelino. La reconstrucción de la fachada fue bastante limitada, por la contención del gasto bastante significativa.
El barroco trajo a este edificio ricas obras de talla en madera, azulejos y pintura. El órgano, el retablo mayor (diseño atribuido a Santos Pacheco), los paneles de azulejos en el claustro y la sala capitular son perfectos ejemplos que muestran cómo la catedral de Viseu consiguió mantenerse actualizada durante las corrientes estéticas dominantes del siglo XVIII.

## Arquitectura
La catedral gótica sigue las líneas originales de la época, con una planta de tres naves y tres tramos, lo que se aproxima a un románico más que a un gótico, típicamente más espacioso. Otra peculiaridad es inherente al hecho de que la monumentalidad de esta catedral se ha obtenido por la robustez de sus muros, parecidos a murallas.
La fachada de tres pisos se asemeja a un retablo manierista y está decorada con nichos que albergan las estatuas de los cuatro evangelistas, así como la Virgen María y San Teotônio.
La capilla mayor fue reconstruida en estilo manierista y cuenta con un retablo de madera dorado barroco-rococó diseñado por el famoso escultor Santos Pacheco, quien fue también responsable del retablo mayor de la catedral de Oporto. El retablo incorpora una estatua de Santa María del siglo XIV y se construyó entre 1729 y 1733 por Francisco Machado. La sillería del coro fueron construidos por Gaspar Ferreira después del 1733.
En el lado sur de la catedral se encuentra el claustro de dos plantas construido en la Edad Media pero muy modificado en los siglos XVI y XVII. La planta baja es una obra típica del renacimiento italiano, construido alrededor de 1539 por Francisco Cremona. El piso superior es una galería manierista del siglo XVII. El claustro incorpora algunas capillas góticas.